# 伊尸品王
伊尸品王（いしひんおう、明王、? - 407年4月10日）は、金官伽倻の第5代の王（在位:346年 - 407年）。父は居叱弥王、母は阿志である。王妃は貞信、息子に第6代の王である坐知王（神王）がいる。 